# فهرست منطقدانان
یک منطق‌دان، شخصی است که موضوع پژوهشش، مطالعه منطق است. فهرست برخی از منطق‌دانان مشهور به شرح زیر به ترتیب حروف الفبای زبان فارسی، نویسه‌گردانی شده‌اند (بر اساس نام خانوادگی).

## الف
- پی‌یر آبلار (فرانسه، ۱۰۷۹–۱۱۴۲)
- ویلهلم آکرمان (آلمان، ۱۸۹۶–۱۹۶۲)
- سرگئی آدیان (روسیه/اتحاد جماهیر شوروی/ارمنستان، متولد ۱۹۳۱)
- رودولفوس آگریکولا (آلمان، ۱۴۴۳/۱۴۴۴–۱۴۸۵)
- کاژیمیژ آجوکیویچ (لهستان، ۱۸۹۰–۱۹۶۳)
- آلکوئین (انگلستان/فرانسه، ۷۳۵–۸۰۴)
- آلان راس اندرسون (ایالات متحده آمریکا، ۱۹۲۴–۱۹۷۲)
- پیتر. بی اندرو (ایالات متحده آمریکا، متولد ۱۹۳۸)
- توماس آکویناس (ایتالیا/فرانسه، ۱۲۲۵–۱۲۷۴)
- لنارت آکویست (سوئد، متولد۱۹۳۲)
- ارسطو (یونان، ۳۸۴ پیش از میلاد–۳۲۲ قبل از میلاد)
- احمد رضاخان (هند، ۱۸۵۶–۱۹۲۱)
- هریکِ آوخر (فرانسه، ۸۴۱–۸۷۶)
- دینا اسکات (آمریکا، متولد ۱۹۳۲)
- سدولیوس اسکاتوس (ایرلند/فرانسه، ۸۴۰–۸۶۰)
- جان دانس اسکوتوس (انگلیس و فرانسه، ۱۲۶۶–۱۳۰۸)
- فئودور اسچرباسکی (روسیه، ۱۸۶۶–۱۹۴۲)
- هوی شی (چین قرن ۴ام پیش از میلاد)
- سیمپلیکیوسِ چین (ترکیه/ایران، ۴۹۰– ۵۶۰)
- تورالف اسکولم (نروژ، ۱۸۸۷–۱۹۶۳)
- دیمیتر اسکوردف (بلغارستان، متولد ۱۹۳۶)
- تئودور اسلامان (ایالات متحده آمریکا، ۱۹۴۵)
- جان آر. استیل (ایالات متحده آمریکا، متولد ۱۹۴۸)
- مارتین استوکوف (هلند، متولد ۱۹۵۰)
- الکساندر اسنین-ولپین (روسیه، متولد ۱۹۲۴)
- جان اچمندی (ایالات متحده آمریکا، متولد ۱۹۵۲)
- ابن تیمیه (ترکیه، متولد ۱۲۶۳–۱۳۲۸)
- مارسیلیوس اینگن (هلند/فرانسه/آلمان ۱۳۳۰/۱۳۴۰–۱۳۹۶)
- ویلیام اُکام (انگلستان، ۱۲۸۵–۱۳۴۹)
- پیرجورجو ادیفردی (ایتالیا، متولد ۱۹۵۰)
- ریموند اشمولین (ایالات متحده آمریکا، ۱۹۱۹–۲۰۱۷)
- رالف اشتروده (انگلستان، ۱۳۵۰–۱۴۰۰)
- ایوان اورلوف (روسیه، ۱۸۸۶–۱۹۳۶)
- اودایانا (هند، قرن ۱۰)
- آلاسدیار اورکوهارت (بریتانیا، متولد ۱۹۴۵)
- ولادیمیر اوسپنسکی (اتحاد جماهیر شوروی/روسیه، متولد ۱۹۳۰)

## ب
- بهمنیار (ایران، درگذشت ۱۰۶۷)
- الکساندر بین (انگلستان، ۱۸۱۸–۱۹۰۳)
- یشوا بارهیلل (اسرائیل، ۱۹۱۵–۱۹۷۵)
- روث بارکن مارکوس (ایالات متحده آمریکا، ۱۹۲۱–۲۰۱۲)
- هنک بارندرگت (هلند، متولد ۱۹۴۷)
- جان باروایز (ایالات متحده آمریکا، ۱۹۴۲–۲۰۰۰)
- جیمز ارل باوماگرتنر (ایالات متحده آمریکا، ۱۹۴۳–۲۰۱۱)
- جان لین بل (انگلستان و کانادا، متولد ۱۹۴۵)
- نوئل بلناپ (ایالات متحده آمریکا، متولد ۱۹۳۱)
- پل بناسراف (ایالات متحده آمریکا، متولد ۱۹۳۱)
- جان ون بنتم (هلند، متولد ۱۹۴۹)
- پل برنایز (سوئیس، ۱۸۸۸–۱۹۷۷)
- اورت ویلم بث (هلند، ۱۹۰۸–۱۹۶۴)
- ژان-ایوس بژیاو (سوئیس، متولد ۱۹۶۵)
- یوزف ماریا بوخنسکی (لهستان، ۱۹۰۲–۱۹۹۵)
- بوئتیوس (رم/پادشاهی اوستروگوتیک، ۴۸۰–۵۲۴ یا ۵۲۵ میلادی)
- برنارد بولتزانو (امپراتوری اتریش، ۱۷۸۱–۱۸۴۸)
- آندره بونومی (ایتالیا، متولد ۱۹۴۰)
- جرج بول (انگلستان/ایرلند، ۱۸۱۵–۱۸۶۴)
- جرج بولوس (ایالات متحده آمریکا، ۱۹۴۰–۱۹۹۶)
- نیکلا بورباکی (نام مستعار استفاده شده توسط گروهی از ریاضیدانان قرن ۲۰)
- توماس بردواردین (انگلستان، ۱۲۹۰–۲۶ اوت ۱۳۴۹)
- ریچارد برینکلی (انگلستان، درگذشت ۱۳۷۹)
- لویتسن اخبرتوس یان براوئر (هلند، ۱۸۸۱–۱۹۶۶)
- آلن ریچارد باندی (انگلستان، متولد ۱۹۴۷)
- فرانکو بورگرزیجک (هلند، ۱۵۹۰–۱۶۲۹)
- والتر بورلی (انگلستان، ۱۲۷۵–۱۳۴۴/۵)
- ژان بوریدان (فرانسه، ۱۳۰۰–پس از ۱۳۵۸)

## پ
- جان پاگوس (فرانسه، ۱۲۲۰–۱۲۲۹)
- جف پاریس (انگلستان، متولد ۱۹۴۴)
- چارلز پارسونز (ایالات متحده آمریکا، متولد ۱۹۳۳)
- سولومون پاسی (بلغارستان، متولد ۱۹۵۶)
- جوزپه پئانو (ایتالیا، ۱۸۵۸–۱۹۳۲)
- چارلز ساندرز پیرس (ایالات متحده آمریکا، ۱۸۳۹–۱۹۱۴)
- لورنزو پنا (اسپانیا، متولد ۱۹۴۴)
- پائولو دا پرگولا (ایتالیا، درگذشت ۱۴۵۵)
- چایم پرلمن (لهستان و بلژیک ۱۹۱۲–۱۹۸۴)
- پیتر اسپانیا (قرن ۱۳ام، عموماً تصور می‌شود پاپ ژان ژان بیست‌ویکم باشد)
- فیلوی دیالکتیک (یونان، قرن ۳–۴ام قبل از میلاد)
- والتر پیتز (ایالات متحده آمریکا، ۱۹۲۳–۱۹۶۹)
- پورفیری (۲۳۴– ۴۰۵)
- هنری اندرو پوگورزلسکی (ایالات متحده آمریکا، والدین لهستانی-آمریکایی، ۱۹۲۲–۲۰۱۵)
- امیل لئون پُست (ایالات متحده آمریکا، ۱۸۹۷–۱۹۵۴)
- داگ پراویتز (سوئد، متولد ۱۹۳۶)
- مویزتز پرسبورگر (لهستان، ۱۹۰۴–۱۹۴۳)
- گراهام پریست (استرالیا، متولد ۱۹۴۸)
- آرتور پرایر (نیوزیلند و انگلستان ۱۹۱۴–۱۹۶۹)
- هیلاری پاتنم (ایالات متحده آمریکا، ۱۹۲۶–۲۰۱۶)

## ت
- گایسی تاکیوتی (ژاپن، متولد ۱۹۲۶)
- آلفرد تارسکی (لهستان، ۱۹۰۲–۱۹۸۳)
- ثئوفراستوس (یونان، ۳۷۱–۲۸۷ پیش از میلاد)
- پاول تیچی (چکسلواکی، نیوزیلند ۱۹۳۶–۱۹۹۴)
- فریدریش ادولف ترندلنبورگ (آلمان، ۱۸۰۲–۱۸۷۲)
- آنه سژرپ تروئلسترا (هلند، متولد ۱۹۳۹)
- آلن تورینگ (انگلستان، ۱۹۱۲–۱۹۵۴)
- کاژیمیژ تواردوفسکی (لهستان، ۱۸۶۶–۱۹۳۸)

## ج
- گیورگی جاپاریدزه (گرجستان، قرن ۲۰)
- اشتاینلاو یاسکوفسکی (لهستان، ۱۹۰۶–۱۹۶۵)
- ریچارد جفری (ایالات متحده آمریکا، ۱۹۲۶–۲۰۰۲)
- رونالد ینسن (ایالات متحده آمریکا و اروپا، متولد ۱۹۳۶)
- ویلیام استنلی جونز (انگلستان، ۱۸۳۵–۱۸۸۲)
- جان سنت توماس/جان پوینسوت (پرتغال/اسپانیا ۱۵۸۹–۱۶۴۴)
- ویلیام ارنست جانسون (بریتانیا، ۱۸۵۸–۱۹۳۱)
- بژارنی جونسون (ایسلند، ۱۹۲۰–۲۰۱۶)

## چ
- لئون چویستک (لهستان ۱۸۸۴–۱۹۴۴)
- تادئوس چزوفسکی (لهستان ۱۸۸۹–۱۹۸۱)
- آلونزو چرچ (ایالات متحده آمریکا ۱۹۰۳–۱۹۹۵)

## د
- دیرک ون دالن (هلند، متولد ۱۹۳۲)
- مارتین دیویس (ایالات متحده آمریکا، متولد ۱۹۲۸)
- آگوستوس دمورگان (انگلستان ۱۸۰۶–۱۸۷۱)
- دارماکیرتی (هند، قرن ۷)
- دیگناگا (هند، قرن ۵)
- دیدروس کرونوس (یونان قرن ۳–۴ پیش از میلاد)
- مایکل دامت (انگلستان، متولد ۱۹۲۵)
- مارتین دورپیوس (هلند، ۱۴۸۵–۱۵۲۵)
- جان دامبلتون (انگلستان، درگذشت ۱۳۴۹)
- دیک دیونگ (هلند، متولد ۱۹۳۹)

## ر
- مایکل اُ. رابین (اسرائیل و ایالات متحده آمریکا، متولد ۱۹۳۱)
- کنستانتین رادولسکو-موترو (۱۸۶۸–۱۹۵۷)
- فرانک کاساندرا رمزی (انگلستان، ۱۹۰۳–۱۹۳۰)
- پتروس راموس (۱۵۱۵–۱۵۷۲)
- هلنا رازیوا (لهستان، ۱۹۱۷–۱۹۹۴)
- کاروث رید (بریتانیا، ۱۸۴۸–۱۹۳۱)
- آبراهام رابینسون (اسرائیل، انگلستان، کانادا، آمریکا، ۱۹۱۸–۱۹۷۴)
- رافائل ام. رابینسون (ایالات متحده آمریکا، ۱۹۱۱–۱۹۹۵)
- جان بارکلی راسر (ایالات متحده آمریکا، ۱۹۰۷–۱۹۸۹)
- ریچارد روتلی بعداً ریچارد سیلوان (نیوزیلند، ۱۹۳۵–۱۹۹۶)
- فردریک روباتم (انگلستان، ۱۹۳۸–۲۰۰۹)
- ایان رامفیت (انگلستان، قرن ۲۰)
- برتراند راسل (انگلستان، ۱۸۷۲–۱۹۷۰)

## ز
- یاکوپو زابارلا (ایتالیا، ۱۵۳۳–۱۵۸۹)
- لطفی زاده (ایالات متحده آمریکا، متولد ۱۹۲۱)
- ارنست تسرملو (آلمان، ۱۸۷۱–۱۹۵۳)
- الکساندر زینوویف (شوروی، ۱۹۲۲–۲۰۰۶)
- آلبرت زاکسن (آلمان، ۱۳۱۶–۱۳۹۰)

## س
- جرالد ساکس (ایالات متحده آمریکا، ۱۹۳۳)
- گیووانی جیرولامو ساکری، (ایتالیا، ۱۶۶۷–۱۷۳۳)
- ریچارد سوینزهد (انگلستان، ۱۳۴۰–۱۳۵۴)
- ریچارد سیلوان، اسم تولدی ریچارد روتلی (نیوزیلند، ۱۹۳۵–۱۹۹۶)
- خاویر سیمپسون (ایرلند، ۱۷۳۸–۱۷۵۶)
- ریچارد سوفیست (اواخر قرن ۱۳)
- رابرت ام. سولوی (ایالات متحده آمریکا، متولد ۱۹۳۸)
- راگوناتها سیرومانی (هند، دهه ۱۴۷۰– دهه ۱۵۵۰)

## ش
- رولف شاک (ایالات متحده آمریکا، سوئد، ۱۹۳۳–۱۹۸۶)
- موزس شونفینکل (اتحاد جماهیر شوروی، ۱۸۸۹–۱۹۴۲)
- ارنست شرودر (آلمان، ۱۸۴۱–۱۹۰۲)
- کورت شوته (آلمان، ۱۹۰۹–۱۹۹۸)
- استوارت شاپیرو (ایالات متحده آمریکا، متولد ۱۹۴۴)
- ویلیام شروود (انگلستان، ۱۱۹۰–۱۲۴۹)
- ساهارون شلاح (اسرائیل، متولد ۱۹۴۵)

## ف
- سولومون ففرمن (ایالات متحده آمریکا، ۱۹۲۸–۲۰۱۶)
- ریچارد فریبریج (انگلستان، قرن ۱۴ام)
- هارتی فیلد (ایالات متحده آمریکا، متولد ۱۹۴۶)
- کیت فاین (ایالات متحده آمریکا، متولد ۱۹۴۶)
- ملوین فیتینگ (ایالات متحده آمریکا، متولد ۱۹۴۲)
- متیو فرومن (ایالات متحده آمریکا، متولد ۱۹۵۷)
- مایکل فورمن (انگلستان، متولد ۱۹۵۰)
- آبراهام فرنکل (آلمان، ۱۸۹۱–۱۹۶۵)
- رولاند فراسه (فرانسه، ۱۹۲۰–۲۰۰۸)
- گوتلوب فرگه (آلمان، ۱۸۴۸–۱۹۲۵)
- هاروی فریدمن (ایالات متحده آمریکا، متولد ۱۹۴۸)
- گریم فوربس (اسکاتلند، قرن ۲۰ام)[۱]
- جرج هنریک فون وریکت (فنلاند و انگلستان ۱۹۱۶–۲۰۰۳)

## ک
- گئورگ فردیناند کانتور (آلمان ۱۸۴۵–۱۹۱۸)
- رودلف کارناپ (آلمان ۱۸۹۱–۱۹۷۰)
- لوئیس کارول (انگلستان ۱۸۳۲–۱۸۹۸)
- گرگوری کایتین (آرژانتین/آمریکا متولد ۱۹۴۷)
- کریسیپوس (یونان، ۲۸۰ پیش از میلاد-۲۰۷ پیش از میلاد)
- پل جوزف کوهن (ایالات متحده آمریکا ۱۹۳۴–۲۰۰۷)
- اس. بری کوپر (انگلستان ۱۹۴۳–۲۰۱۵)
- جک کوپلند (انگلستان، متولد ۱۹۵۰)
- جان کورکوران (ایالات متحده آمریکا، متولد ۱۹۳۷)
- نیوتن دا کوستا (برزیل، متولد ۱۹۲۹)
- ویلیام کریگ (ایالات متحده آمریکا، متولد ۱۹۱۸)
- هسکل کاری (ایالات متحده آمریکا، ۱۹۰۰–۱۹۸۲)
- دیوید کاپلان (ایالات متحده آمریکا، متولد ۱۹۳۳)
- الکساندر اس. کچریس (ایالات متحده آمریکا، متولد ۱۹۴۶)
- ریچارد کیلوینگتون (انگلستان، ۱۳۰۵–۱۳۶۱)
- رابرت کیلواردبای (انگلستان، ۱۲۱۵–۱۲۷۹)
- استیون کول کلین (ایالات متحده آمریکا، ۱۹۰۹–۱۹۹۴)
- تادیوس کوتاربینسکی (لهستان، ۱۸۸۶–۱۹۸۱)
- رابرت کوالسکی (ایالات متحده آمریکا و انگلستان، متولد ۱۹۴۱)
- گئورگ کرایزل (اتریش/بریتانیا/ایالات متحده آمریکا، متولد ۱۹۲۳)
- سائول کریپکی (ایالات متحده آمریکا، متولد ۱۹۴۰)
- لئوپولد کرونکر (آلمان، ۱۸۲۳–۱۸۹۱)
- ویلارد ون اورمان کواین (ایالات متحده آمریکا، ۱۹۰۸–۲۰۰۰)

## گ
- دوو گابای (انگلستان، متولد ۱۹۴۵)
- ال. تی. اف. گاموت (نام مستعار جمعی استفاده شده توسط گروهی از منطقدانان هلندی، دهه ۱۹۸۰– دهه ۱۹۹۰)
- رابین گاندی (بریتانیا، ۱۹۱۹–۱۹۹۵)
- سول گارفونکل (متولد ۱۹۴۳)
- گارلاندوس کومپوزیتا (فرانسه، قرن ۱۱ام)
- آکساپادا گوتاما، نویسنده نیایا سوتراس (Nyāya Sūtras) (هند، قرن دوم پیش از میلاد)
- پیتر گیچ (انگلستان، متولد ۱۹۱۶)
- گرهارد گنتسن (آلمان، ۱۹۰۹–۱۹۴۵)
- جوزف دیاز جرگونه (فرانسه، ۱۷۷۱–۱۸۵۹)
- گیلبرت پوره (فرانسه، ۱۰۷۰–۱۱۵۴)
- ژان-ایوس گیرارد (فرانسه، متولد ۱۹۴۷)
- کورت گودل (اتریش، ایالات متحده آمریکا ۱۹۰۶–۱۹۷۸)
- ریوبن لوئیس گودشتاین (۱۵ دسامبر ۱۹۱۲–۸ مارس ۱۹۸۵)
- زیگفرید گوتوالت (آلمان، متولد ۱۹۴۳)
- جروئن گرونندیجک (هلند، متولد ۱۹۴۹)
- آکسپادا گاوتاما (هند، ۱۵۰)

## ل
- کریستین لاد-فرانکلین (ایالات متحده آمریکا، ۱۸۴۷–۱۹۳۰)
- یواخیم لمبک (کانادا، ۱۹۲۲–۲۰۱۴)
- یوهان هاینریش لامبرت (فرانسه/آلمان ۱۷۲۸–۱۷۷۷)
- کارل لمبرت (ایالات متحده آمریکا، متولد ۱۹۲۸)
- گوتفرید ویلهلم لایبنیتس (آلمان، ۱۶۴۶–۱۷۱۶)
- اشتاینلاو لزنیفسکی (لهستان، ۱۸۸۶–۱۹۳۹)
- کلارنس ایروینگ لوئیس (آمریکا، ۱۸۸۳–۱۹۴۶)
- دیوید کلوگ لوئیس (آمریکا، ۱۹۴۱–۲۰۰۱)
- آدولف لیندنباوم (لهستان، ۱۹۰۴–۱۹۴۱)
- پر لیندشتروم (سوئد، ۱۹۳۶–۲۰۰۹)
- رامون لیول (اسپانیا، ۱۲۳۲–۱۳۱۵)
- مارتیب لوب (آلمان، ۱۹۲۱–۲۰۰۶)
- پل لورنتزن (آلمان، ۱۹۱۵–۱۹۹۴)
- یژی واش (لهستان، ۱۹۲۰–۱۹۹۸)
- رودلف لوتسه (آلمان، ۱۸۱۷–۱۸۸۱)
- لئوپولد لوونهایم (آلمان، ۱۸۷۸–۱۹۵۷)
- یان لوکاسیویچ (لهستان، ۱۸۷۸–۱۹۵۶)

## م
- هیو مک کول (اسکاتلند، ۱۸۳۷–۱۹۰۹)
- ساندرز مک لین (ایالات متحده آمریکا، ۱۹۰۹–۲۰۰۵)
- دوگالد مک فیرسن (انگلستان، قرن ۲۰)
- پنه لوپه مدی (ایالات متحده آمریکا، متولد ۱۹۵۰)
- دیوید مک کینسن (استرالیا و انگلستان، متولد ۱۹۴۱)
- جان مایر (اسکاتلند، ۱۴۶۷–۱۵۵۰)
- ایزاک مالیتز (ایالات متحده آمریکا، متولد ۱۹۴۷)
- گری آر. می (ایالات متحده آمریکا، متولد ۱۹۵۲)
- روث بارکن مارکوس (۱۹۲۱–۲۰۱۲)
- پر مارتین-لوف (سوئد، متولد ۱۹۴۲)
- دونالد ای. مارتین (ایالات متحده آمریکا، متولد ۱۹۴۰)
- ریچارد میلتون مارتین (ایالات متحده آمریکا، ۱۹۱۶–۱۹۸۵)
- یوری ماتیاسویچ (روسیه/اتحاد جماهیر شوروی، متولد ۱۹۴۷)
- سی. ای. مردیث (ایرلند، ۱۹۰۴–۱۹۷۶)
- باب مایر (ایالات متحده آمریکا، ۱۹۳۲–۲۰۰۹)
- جان استوارت میل (انگلستان، ۱۸۰۶–۱۸۷۳)
- گریگوری مینتز (اتحاد جماهیر شوروی/استونی/آمریکا ۱۹۳۹–۲۰۱۴)
- ریچارد مانتگی‌یو (ایالات متحده آمریکا، ۱۹۳۰–۱۹۷۱)
- یانیس ان. موچوفسکی (ایالات متحده آمریکا، متولد ۱۹۳۸)
- آندره موتوفسکی (لهستان، ۱۹۱۳–۱۹۷۵)

## ن
- ادوارد نلسون (ایالات متحده آمریکا، ۱۹۳۲–۲۰۱۴)
- جان فون نویمان (مجارستان، آمریکا، ۱۹۰۳–۱۹۷۵)
- ژان نیکود (فرانسه، ۱۸۹۳–۱۹۲۴)
- پیتر نوویکوف (روسیه/اتحاد جماهیر شوروی، ۱۹۰۱–۱۹۷۵)
- آلفرد نورث وایتهد (انگلستان، ۱۸۶۳–۱۹۴۷)

## و
- لورنتزو والا (۱۴۰۷–۱۴۵۷)
- موشه واردی (اسرائیل، متولد ۱۹۵۴)
- نیکولای ای. واسیلیف (روسیه، ۱۸۸۰–۱۹۴۰)
- رابرت لاوسون وات (ایالات متحده آمریکا، ۱۹۲۶–۲۰۰۲)
- پائول ونیز (ایتالیا، ۱۳۶۸–۱۴۲۸)
- جان وِن (انگلستان، ۱۸۳۴–۱۹۲۳)
- جوان لوئیس ویوس (۱۴۹۳–۱۵۴۰)
- هائو وانگ (چین/آمریکا، ۱۹۲۱–۱۹۹۵)
- ایزاک واتس (انگلستان، ۱۶۷۴–۱۷۴۸)
- ریچارد واتلی (انگلستان، ۱۷۸۷–۱۸۶۳)
- لودویگ ویتگنشتاین (اتریش و انگلستان ۱۸۸۹–۱۹۵۱)
- کریستین ولف (آلمان، ۱۶۷۹–۱۷۵۴)
- هیو وودین (ایالات متحده آمریکا، متولد ۱۹۵۵)
- جان وودز (کانادا، متولد ۱۹۳۷)
- پل ونیز (۱۳۶۹–۱۴۲۹)

## ه
- سوزان هاک (انگلستان، متولد ۱۹۴۵)
- پتر هاژک (جمهوری چک، ۱۹۴۱–۲۰۱۶)
- لئو هارینگتون (ایالات متحده آمریکا، متولد ۱۹۴۶)
- رابرت اس. هارتمن (آلمان/ایالات متحده آمریکا، ۱۹۱۰–۱۹۷۳)
- گئورگ ویلهلم فریدریش هگل (آلمان، ۱۷۷۰–۱۸۳۱)
- ژان ون‌هاینورت (فرانسه/ایالات متحده آمریکا، ۱۹۱۲–۱۹۸۶)
- لئون هنکین (ایالات متحده آمریکا، ۱۹۲۱–۲۰۰۶)
- ژاک هرباند (فرانسه، ۱۹۰۸–۱۹۳۱)
- آرند هیتینگ (هلند، ۱۸۹۸–۱۹۸۰)
- دیوید هیلبرت (آلمان، ۱۸۶۲–۱۹۴۳)
- یاکو هینتیکا (فنلاند، ۱۹۲۹–۲۰۱۵)
- آلفرد هورن (ایالات متحده آمریکا، ۱۹۱۸–۲۰۰۱)
- ویلیام آلوین هوارد (ایالات متحده آمریکا، متولد ۱۹۲۶)
- ایهود هروشفکسی (اسرائیل، متولد ۱۹۵۹)

## ی
- فیلیپ یواردین (بریتانیا، ۱۸۷۹–۱۹۱۹)
- جین یوئلین (چین، ۱۸۹۵–۱۹۸۴)
- یواخیم یونگیوس (آلمان، ۱۵۸۷–۱۶۵۷)